# Hoa hậu Siêu quốc gia 2017
Hoa hậu Siêu quốc gia 2017 là cuộc thi Hoa hậu Siêu quốc gia lần thứ 9 được tổ chức tại Krynica-Zdrój, Ba Lan vào ngày 1 tháng 12 năm 2017. Hoa hậu Siêu quốc gia 2016 - Srinidhi Ramesh Shetty đến từ Ấn Độ đã trao lại vương miện cho người kế nhiệm, cô Jenny Kim đến từ Hàn Quốc.

## Kết quả

### Thứ hạng
| Thành tích                 | Thí sinh |
| -------------------------- | --- |
| Hoa hậu Siêu quốc gia 2017 | - Hàn Quốc – Jenny Kim |
| Á hậu 1                    | - Colombia – Martha Martinez |
| Á hậu 2                    | - Romania – Bianca Tirsin |
| Á hậu 3                    | - Ethiopia – Bitaniya Yosef |
| Á hậu 4                    | - Puerto Rico – Larissa Santiago |
| Top 10                     | - Costa Rica – Nicole Menayo - Philippines – Chanel Olive Thomas - Thái Lan – Jiraprapa Boonnuang - Bồ Đào Nha – Priscila Alves - Ba Lan – Paulina Maziarz |
| Top 25                     | - Albania – Alessia Çoku - Úc – Alecia McCallum - Bolivia – Romina Rocamonje - Brazil – Thayná Lima - Mexico – Samantha Leyva - Wales – Rachel Tate - Serbia – Bojana Bojianic - Nam Sudan – Aniyier Deng Yuol - Ấn Độ – Peden Ongmu Namgyal - Jamaica – Nicole Stoddart - Ý – Barbara Storoni - Peru – Lesly Reyna - Indonesia – Karina Nadila Niab ($) - Việt Nam – Nguyễn Đình Khánh Phương (§) - Nhật Bản – Yuki Yoshikawa |

$ - Thí sinh được khán giả bình chọn ứng dụng di động VODI
§ - Thí sinh được khán giả bình chọn qua Facebook

### Hoa hậu Châu lục
| Danh hiệu                                      | Thí sinh                         |
| ---------------------------------------------- | -------------------------------- |
| Hoa hậu Siêu quốc gia châu Phi                 | - Nam Sudan – Anyier Deng Yuol   |
| Hoa hậu Siêu quốc gia châu Mỹ                  | - Costa Rica – Nicole Menayo     |
| Hoa hậu Siêu quốc gia châu Á và châu Đại Dương | - Thái Lan – Jiraprapa Boonnuang |
| Hoa hậu Siêu quốc gia châu Âu                  | - Ba Lan – Paulina Maziarz       |

## Các giải thưởng đặc biệt
| Giải thưởng                      | Thí sinh                                       |
| -------------------------------- | ---------------------------------------------- |
| Hoa hậu Thân thiện               | - Philippines - Chanel Olive Villamayor Thomas |
| Hoa hậu Ảnh                      | - Ecuador - Katheryne Eliana López España      |
| Trang phục truyền thống đẹp nhất | - Panama - Karol Dayana Batista Gómez          |
| Trang phục dạ hội đẹp nhất       | - Venezuela - Geraldine Duque Mantilla         |
| Hoa hậu Tài năng                 | - Bồ Đào Nha - Priscila da Silva Alves         |
| Hoa hậu Siêu mẫu                 | - Albania - Alessia Çoku                       |
| Hoa hậu có hình thể đẹp nhất     | - Namibia - Meriam Ndaetowa Kaxuxwena          |
| Hoa hậu Cá tính                  | - Jamaica - Nicole Stoddart                    |
| VODI Fan Vote                    | - Indonesia - Karina Nadila Niab               |
| Internet (Facebook Vote)         | - Việt Nam - Nguyễn Đình Khánh Phương          |

### Trình diễn áo tắm đẹp nhất
| Kết quả     | Thí sinh |
| ----------- | --- |
| Chiến thắng | - Indonesia - Karina Nadila Niab |
| Top 10      | - Philippines - Chanel Olive Villamayor Thomas - Ecuador – Katherine López España - Colombia – Martha Martinez - Venezuela – Geraldine Duque Mantilla - Ấn Độ - Peden Ongmu Namgyal - Suriname - Farahnaaz Margaret - Romania – Bianca Tirsin - Thổ Nhĩ Kỳ – Yasemin Çoklar - Mexico – Samantha Leyva |

### Hoa hậu Tài năng
| Kết quả     | Thí sinh                               |
| ----------- | -------------------------------------- |
| Chiến thắng | - Bồ Đào Nha - Priscila da Silva Alves |
| Á hậu 1     | - Ý – Barbara Storoni                  |
| Á hậu 2     | - Ấn Độ – Peden Ongmu Namgyal          |

## Thí sinh tham gia
Cuộc thi có tổng cộng 65 thí sinh tham gia:
| Quốc gia/Vùng lãnh thổ | Thí sinh                           |
| ---------------------- | ---------------------------------- |
| Albania                | Alessia Çoku                       |
| Angola                 | Janice Luísa Marques Quessongo     |
| Úc                     | Alecia Marie McCallum              |
| Belarus                | Olga Gribovskaya                   |
| Bỉ                     | Kim Detollenaere                   |
| Bolivia                | Romina Rocamonje Fuentes           |
| Brazil                 | Thayná Lima                        |
| Canada                 | Karema Batolele                    |
| Cape Verde             | Prissy Gomes                       |
| Chile                  | Constanza Javiera Schmith Salinas  |
| Colombia               | Martha Luz Martínez Insignares     |
| Trung Quốc             | Liao Danna                         |
| Costa Rica             | Nicole Menayo Alvarado             |
| Croatia                | Eni Šukunda                        |
| Cộng hòa Séc           | Tereza Vlčková                     |
| Cộng hòa Dominica      | Lía Rossis Guerrero                |
| Ecuador                | Katheryne Eliana López España      |
| El Salvador            | Sofía Gabriela Trigueros Ibarra    |
| Ethiopia               | Bitaniya Yosef Mohammed            |
| Phần Lan               | Erika Miranda Helin                |
| Pháp                   | Déborah Jacquin-Gottfried          |
| Đức                    | Mona Schafnitzl                    |
| Gibraltar              | Sian Dean                          |
| Guadeloupe             | Lorina Victoria Moderne            |
| Ấn Độ                  | Peden Ongmu Namgyal                |
| Indonesia              | Karina Nadila Niab                 |
| Ý                      | Barbara Storoni                    |
| Jamaica                | Nicole Stoddart                    |
| Nhật Bản               | Yuki Koshikawa                     |
| Kazakhstan             | Bota Kamza                         |
| Kenya                  | Ivey Patelz Midow, aka Ivy Mido    |
| Hàn Quốc               | Jenny Kim                          |
| Malta                  | Anthea Zammit                      |
| Mexico                 | Aida Samantha Leyva Trujillo       |
| Myanmar                | Shwe Hmue Han                      |
| Namibia                | Meriam Ndaetowa Kaxuxwena          |
| Hà Lan                 | Shanna Boeff                       |
| Na Uy                  | Yasmin Osee Aakre                  |
| Panama                 | Karol Dayana Batista Gómez         |
| Paraguay               | Azul María Santacruz López         |
| Peru                   | Lesly Reyna Salazar                |
| Philippines            | Chanel Olive Villamayor Thomas     |
| Ba Lan                 | Paulina Maziarz                    |
| Bồ Đào Nha             | Priscila da Silva Alves            |
| Puerto Rico            | Larissa Santiago Escaso            |
| Romania                | Bianca Lorena Tirsin               |
| Nga                    | Anastasiya Dimitriyevna Shcheglova |
| Rwanda                 | Habibah Ingabire                   |
| Sao Tome và Principe   | Tatiana Alexandra de Costa Delgado |
| Scotland               | Chloe Kempson                      |
| Serbia                 | Bojana Bojanić                     |
| Singapore              | Lynn Teo                           |
| Slovakia               | Michaela Cmarková                  |
| Nam Phi                | Bianca Olivier                     |
| Nam Sudan              | Anyier Teresa Deng Yuol            |
| Tây Ban Nha            | Beatriz Balseiro Cendán            |
| Suriname               | Farahnaaz Margaret                 |
| Thụy Sỹ                | Mariela Nova                       |
| Thái Lan               | Jiraprapa Boonnuang                |
| Thổ Nhĩ Kỳ             | Yasemin Çoklar                     |
| Hoa Kỳ                 | Marlene Mendoza                    |
| Venezuela              | Geraldine Duque Mantilla           |
| Việt Nam               | Nguyễn Đình Khánh Phương           |
| Wales                  | Rachael Tate                       |
| Zimbabwe               | Letwin Tatenda Tiwaring            |

## Chú ý

### Lần đầu tham gia
- Nam Sudan

### Trở lại
- Lần cuối tham gia vào năm 2009:
  -  Kazakhstan
- Lần cuối tham gia vào năm 2012:
  -  Namibia
- Lần cuối tham gia vào năm 2013:
  -  Guatemala
  -  Moldova
  -  Serbia
  -  Zimbabwe
- Lần cuối tham gia vào năm 2014:
  -  Cabo Verde
  -  Phần Lan
  -  Sao Tome và Principe
- Lần cuối tham gia vào năm 2015:
  -  Cộng hòa Dominican
  -  Guinea Xích Đạo
  -  Ý
  -  Kenya
  -  Na Uy

### Bỏ cuộc
- Argentina
- Đan Mạch
- Ai Cập
- Guyana
- Haiti
- Hungary
- Kosovo
- Ma Cao
- Malaysia
- Mauritius
- Mông Cổ
- Nepal
- Nigeria
- Sri Lanka
- Thụy Điển
- Trinidad và Tobago
- Ukraine

### Thay thế
- Việt Nam – Á hậu 2 Hoa hậu Biển Việt Nam 2016 Nguyễn Đình Khánh Phương chính thức đại diện cho Việt Nam tham gia cuộc thi sau khi đại diện ban đầu là Hoa hậu Việt Nam 2008 Trần Thị Thùy Dung rút lui vào phút chót vì bận việc cá nhân.

## Các thí sinh tham dự cuộc thi sắc đẹp quốc tế khác
| Quốc gia/Vùng lãnh thổ | Thí sinh          | Cuộc thi                                        | Đại diện    |
| ---------------------- | ----------------- | ----------------------------------------------- | ----------- |
| Albania                | Alessia Çoku      | The Miss Globe 2017 (Á hậu 3)                   | Albania     |
| Úc                     | Alecia McCallum   | Miss Tourism World 2015                         | Úc          |
| Bolivia                | Romina Rocamonje  | Reina Hispanoamericana 2014 (Hoa hậu)           | Bolivia     |
| Bolivia                | Romina Rocamonje  | Miss Universe 2015                              | Bolivia     |
| Cape Verde             | Prissy Gomes      | Miss Grand International 2018                   | Cape Verde  |
| Costa Rica             | Nicole Menayo     | Miss Culture & Peace 2015 (Top 5)               | Costa Rica  |
| Costa Rica             | Nicole Menayo     | Miss Mesoamérica Internacional 2016             | Costa Rica  |
| Costa Rica             | Nicole Menayo     | Miss Grand International 2018 (Top 20)          | Costa Rica  |
| Costa Rica             | Nicole Menayo     | Top Model of the World 2019 (Quán quân)         | Tây Ban Nha |
| Ethiopia               | Bitaniya Yosef    | Miss Charm 2023                                 | Ethiopia    |
| Đức                    | Mona Schafnitzl   | Miss Asia Pacific International 2016            | Đức         |
| Đức                    | Mona Schafnitzl   | The Miss Globe 2017                             | Đức         |
| Đức                    | Mona Schafnitzl   | Miss Grand International 2018                   | Đức         |
| Jamaica                | Nicole Stoddart   | Miss Humanity International 2013                | Jamaica     |
| Kenya                  | Ivy Mido          | Miss Supertalent of the World 2017              | Kenya       |
| Kenya                  | Ivy Mido          | Face of Beauty International 2017               | Kenya       |
| Kenya                  | Ivy Mido          | Miss International 2018                         | Kenya       |
| Hàn Quốc               | Jenny Kim         | Miss Universe 2016                              | Hàn Quốc    |
| Malta                  | Anthea Zammit     | Miss World 2016                                 | Malta       |
| Malta                  | Anthea Zammit     | Miss Universe 2020                              | Malta       |
| Namibia                | Meriam Kaxuxwena  | Supermodel International 2015 (Top 10           | Namibia     |
| Namibia                | Meriam Kaxuxwena  | Face of Beauty International 2017               | Namibia     |
| Namibia                | Meriam Kaxuxwena  | Miss Landscapes International 2018              | Namibia     |
| Namibia                | Meriam Kaxuxwena  | World Miss Tourism Ambassador 2018 (Top 21)     | Namibia     |
| Namibia                | Meriam Kaxuxwena  | Miss Grand International 2015 (Top 20)          | Angola      |
| Na Uy                  | Yasmin Osee Aakre | Miss Tourism International 2016                 | Na Uy       |
| Na Uy                  | Yasmin Osee Aakre | Miss Grand International 2016                   | Na Uy       |
| Peru                   | Lesly Reyna       | Miss Latinoamérica International 2012 (Á hậu 1) | Peru        |
| Peru                   | Lesly Reyna       | Miss Teenager 2013                              | Peru        |
| Peru                   | Lesly Reyna       | Miss Teen Universe 2014                         | Peru        |
| Peru                   | Lesly Reyna       | Miss Eco International 2021 (Top 20)            | Peru        |
| Ba Lan                 | Paulina Maziarz   | Miss International 2017                         | Ba Lan      |
| Bồ Đào Nha             | Priscilla Alves   | Miss Grand International 2018                   | Bồ Đào Nha  |
| Puerto Rico            | Larissa Santiago  | Elite Model Look International 2009             | Puerto Rico |
| Romania                | Bianca Tirsin     | Miss International 2018 (Á hậu 3)               | Romania     |
| Romania                | Bianca Tirsin     | Miss Universe 2020                              | Romania     |
| Nam Phi                | Bianca Olivier    | Supermodel International 2016 (Top 16)          | Nam Phi     |
| Nam Sudan              | Anyier Deng Yuol  | Miss Grand International 2016                   | Nam Sudan   |
| Wales                  | Rachel Tate       | Miss Grand International 2016 (Top 20)          | Wales       |
| Zimbabwe               | Letwin Tatenda    | Miss Cosmopolitan World 2016                    | Zimbabwe    |
| Zimbabwe               | Letwin Tatenda    | Miss Africa 2017                                | Zimbabwe    |
| Zimbabwe               | Letwin Tatenda    | Miss Eco International 2017                     | Zimbabwe    |
| Zimbabwe               | Letwin Tatenda    | Miss Landscapes International 2018              | Zimbabwe    |
| Zimbabwe               | Letwin Tatenda    | Miss Polo International 2019                    | Zimbabwe    |